# Mohamed Sidibe
Mohamed Sidibe (* 1. Juni 2001) ist ein malischer Fußballspieler.

## Karriere
Mohamed Sidibe erlernte das Fußballspielen in Mali in der Jugendmannschaft des AS Mansa. Im Juli 2022 ging er nach Asien, wo er in Thailand einen Vertrag beim Raj-Pracha FC unterschrieb. Der Verein aus der Hauptstadt Bangkok spielt in der zweiten thailändischen Liga, der Thai League 2. Sein Zweitligadebüt gab Mohamed Sidibe am 13. August 2022 (1. Spieltag) im Heimspiel gegen den Phrae United FC. Hier stand er in der Startelf und spielte die kompletten 90 Minuten. Das Spiel endete 2:2. Für den Hauptstadtverein bestritt er 17 Zweitligaspiele. Nach der Hinrunde 2022/23 wurde sein Vertrag nicht verlängert.